# Кампхенгпхет (провінція)
Провінція Кампхенгпхет (Kamphaeng Phet, тай. กำแพงเพชร — «діамантові стіни») — одна з центральних провінцій Королівства Таїланд, розташована приблизно в 358 км від Бангкока.
Адміністративним центром є місто Кампхенгпхет. Кампхэнгпхет відігравав роль важливого оборонного центру королівства.

## Пам'ятки
У місті відкрито Національний музей, в якому можна вивчити предмети мистецтва минулих часів, скульптури, статуї Будди та інші експонати, знайдені під час археологічних розкопок. Історична частина міста на схід від річки Пінг знаходиться під охороною ЮНЕСКО.